# Willem Coertzen
Willem Coertzen (ur. 30 grudnia 1982) – południowoafrykański lekkoatleta, wieloboista.

## Osiągnięcia
- srebro (dziesięciobój) oraz brąz (skok o tyczce) podczas mistrzostw Afryki (Addis Abeba 2008)
- 14. lokata podczas mistrzostw świata (dziesięciobój, Berlin 2009)
- 9. miejsce podczas igrzysk olimpijskich (dziesięciobój, Londyn 2012)
- 9. miejsce podczas mistrzostw świata (dziesięciobój, Moskwa 2013)

## Rekordy życiowe
- dziesięciobój lekkoatletyczny – 8398 pkt. (2015) rekord RPA, były rekord Afryki